# Lampridio Giovanardi
Lampridio Roditilio Manserte Giovanardi (Fabbrico, 15 luglio 1811 – Modena, 28 settembre 1878) è stato un ingegnere e incisore italiano.

## Biografia
Nato da famiglia borghese, studiò all'Istituto Matematico dei Cadetti Pionieri di Modena e poi, a partire dal 1836, perfezionò i suoi studi scientifici a Roma. Completati gli studi e tornato a Fabbrico, esercitò la professione di perito idraulico e lavorò come segretario, archivista e contabile per il vicino comune di Novellara. Negli anni successivi si dedicò tanto allo studio della meccanica, realizzando un prontuario geometrico e un «carro geodetico» per la misurazione e rilevazione della configurazione dei terreni, quanto a seguire le sue inclinazioni artistiche, realizzando le sue prime incisioni e perfezionando l'uso del bulino in uno studio d'arte a Correggio.
Giovanardi si specializzò presto nell'arte dell'intarsio e del politarsio, assimilando e ispirandosi alle tecniche già in uso nell'area del modenese e del reggiano all'epoca, impiegando diversi tipi di legno e metalli per comporre le sue opere: i suoi primi lavori in tal senso furono delle tavolette murali in legni diversi e avorio che ritraevano varie personalità importanti del tempo, come Elisabetta di Baviera, Carlo III di Parma e Papa Pio IX.
Fra il 1845 e il 1850, realizzò il suo primo tavolo a intarsio, la Tavola Napoleonica, dedicata alla vita e alle gesta di Napoleone Bonaparte. La tavola è stata realizzata in varie tipologie di legno, madreperla, marmo, metallo e altri materiali ed era il primo esempio della tecnica da lui inventata della "manifattura universale". Una volta completata la tavola, Giovanardi la pose come primo premio di una lotteria che tenne fra amici e conoscenti, ma «dolente di averla perduta» ricomprò la tavola dal vincitore qualche tempo dopo.
Giovanardi fu fra gli espositori del Ducato di Modena e Reggio all'Grande esposizione universale di Londra del 1851, prendendovi parte con i cosiddetti "quadretti faccettati", ossia delle incisioni che, a seconda del punto di vista, mostravano figure diverse. L'esposizione gli valse una medaglia d'oro e un premio in denaro. All'esposizione dedicò la sua seconda tavola intarsiata, la Tavola del Palazzo di Cristallo, realizzata fra il 1851 e il 1854. La tavola, che fu brevemente esposta a Bologna nel 1876 alla Locanda delle Due Torri, raffigura l'omonimo palazzo che ospitava l'Esposizione, i ritratti (fra gli altri) della Regina Vittoria del Regno Unito, di suo marito Alberto di Sassonia-Coburgo-Gotha, dell'architetto del Palazzo di Cristallo Joseph Paxton e, nel cerchio esterno, i partecipanti all'Expo 1851 (fra cui il Giovanardi stesso con i suoi "quadretti").
Dopo l'annessione delle province del Centro Italia al Regno di Sardegna e la proclamazione del Regno d'Italia, Giovanardi si trasferì brevemente a Torino con la famiglia, anche allo scopo di vendere i propri lavori. Tuttavia, l'artista non riuscì né ad ambientarsi nella città sabauda, né a separarsi dalle proprie opere, acquistandone invece di altrui. All'incirca in questo periodo, fino al 1865, Giovanardì lavorò alla realizzazione di un'altra tavola, Cento Donne Illustri d'Italia, dedicata a figure femminili della storia d'Italia note e meno note.
L'artista partecipò anche all'Esposizione universale di Vienna 1873, nuovamente con i "quadretti" a dieci e venti figure, una planimetria del comune natale di Fabbrico, un'invenzione chiamata «copiatutto per disegnare in brevissimo tempo e in ogni scala» e un progetto per la realizzazione di un ponte.
Nel 1876, completò dopo 26 anni di lavoro la sua quarta tavola a intarsio, Italia Rotonda, una sintesi della storia della penisola dal 1260 a.C. fino al 1875. Composta da oltre 40.000 frammenti di legni di varia natura, oro, argento, acciaio, avorio, madreperla e altri materiali, la tavola fu esposta dapprima nel 1876 alla Locanda delle Due Torri di Bologna, insieme alla Tavola del Palazzo di Cristallo, e successivamente nel 2015 a Palazzo Isimbardi a Milano, nell'ambito del progetto Expo Belle Arti, legato a Expo 2015.
Verso la fine della sua vita, Giovanardi decise di iscriversi all'Università di Modena per studiare diritto, pur non completando mai gli studi. Morì il 28 settembre 1878 nella sua casa di Modena. Una parte delle opere del Giovanardi sono attualmente conservate alla Biblioteca Panizzi di Reggio Emilia.

## Vita privata
Si sposò verso la fine degli anni 1850 ed ebbe due figli, di cui uno morto giovane.
Suo nipote, Ottorino Nava, fu deputato del Regno dal 1910 al 1919 per il collegio di Modena.

## Galleria d'immagini

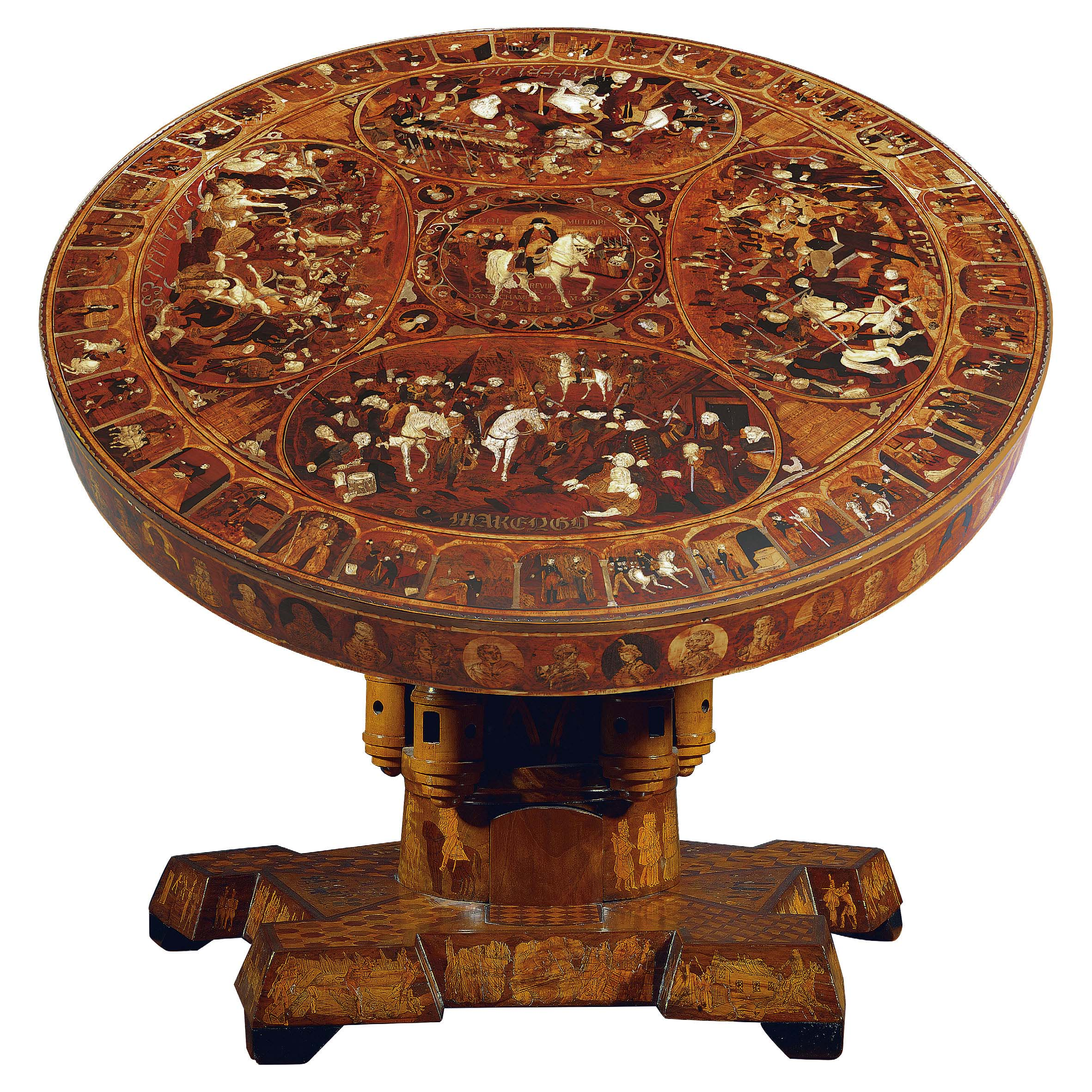
Lampridio Giovanardi, Tavola Napoleonica (1845-1850)
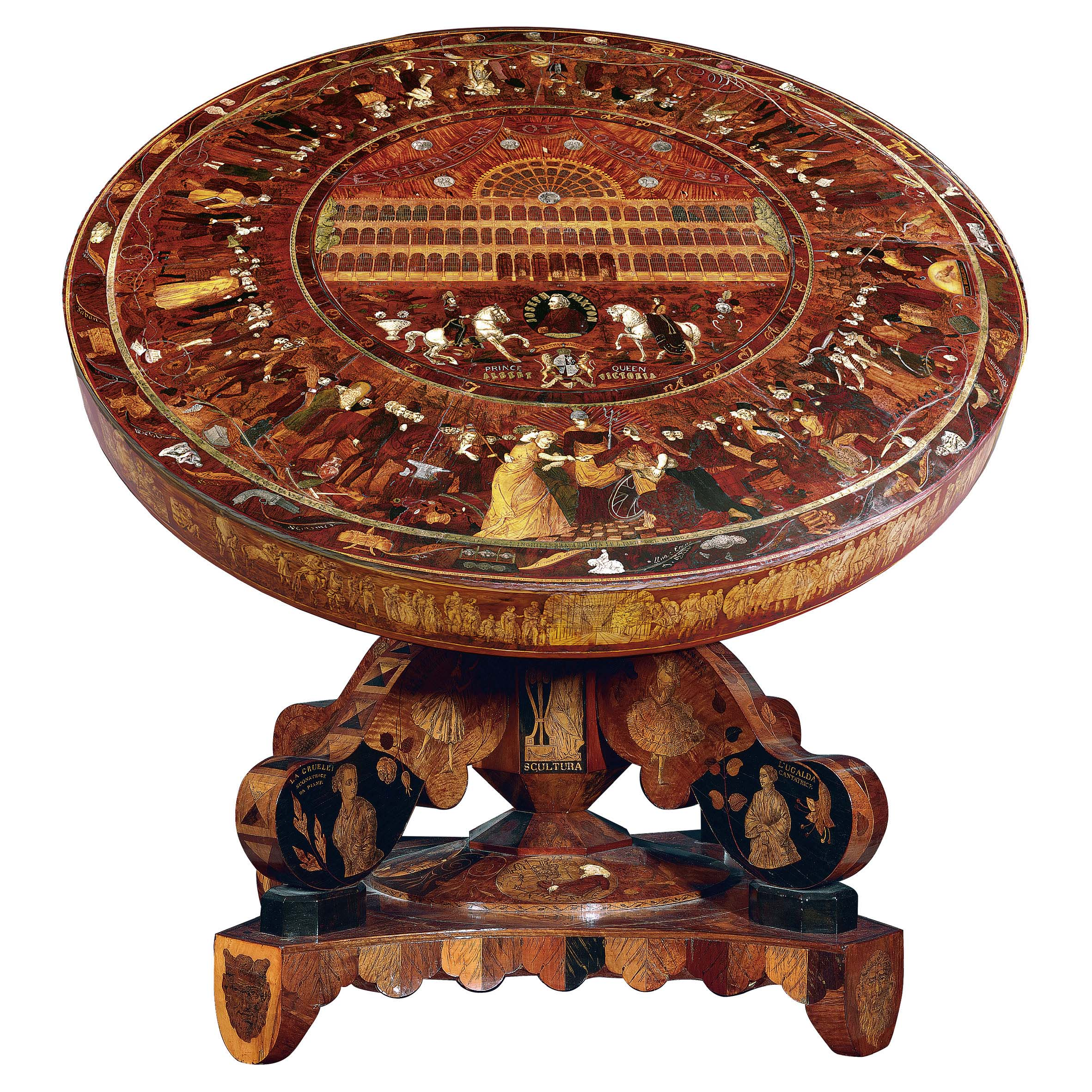
Lampridio Giovanardi, Tavola del Palazzo di Cristallo (1851-1854)
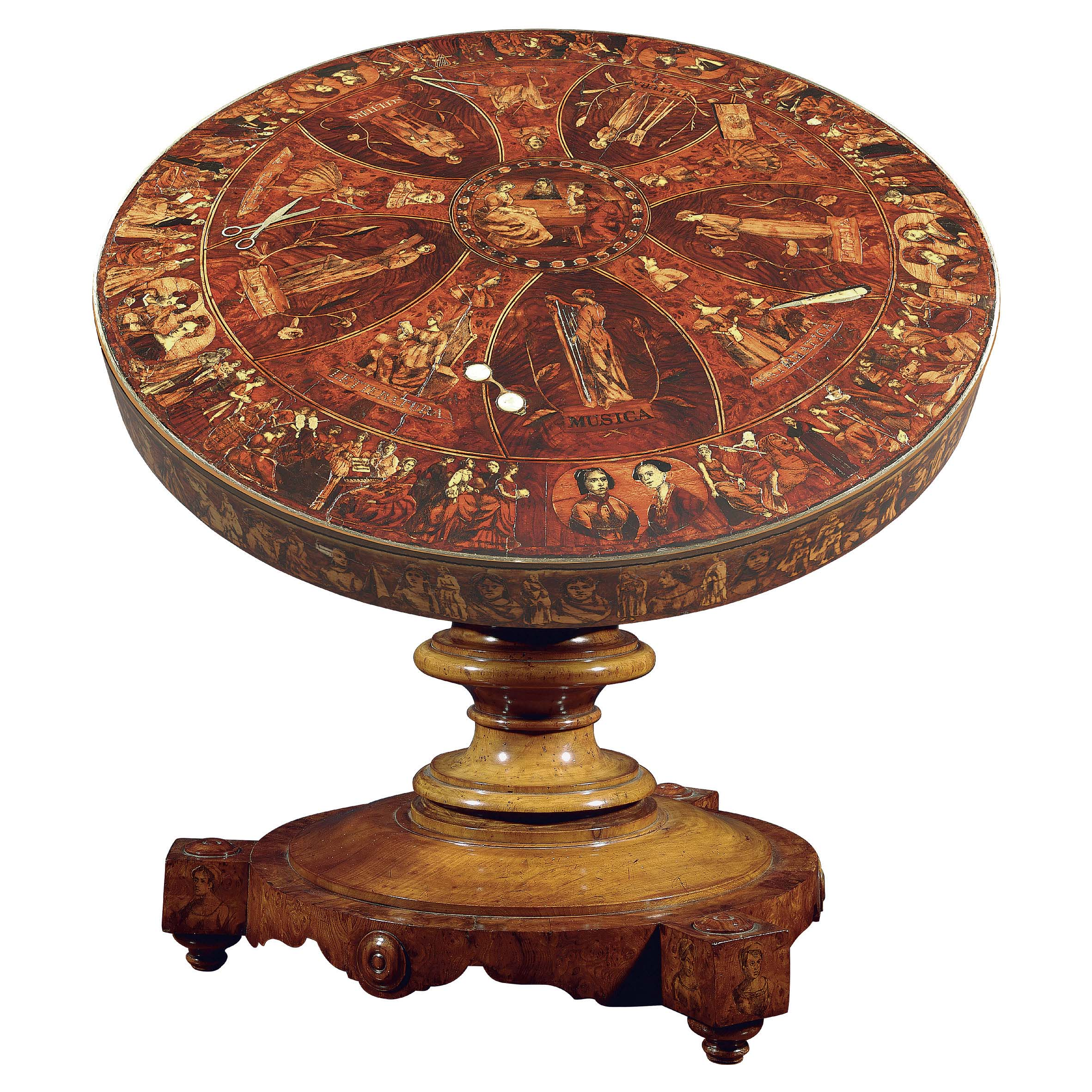
Lampridio Giovanardi, Cento Donne Illustri d'Italia (1861-1865)
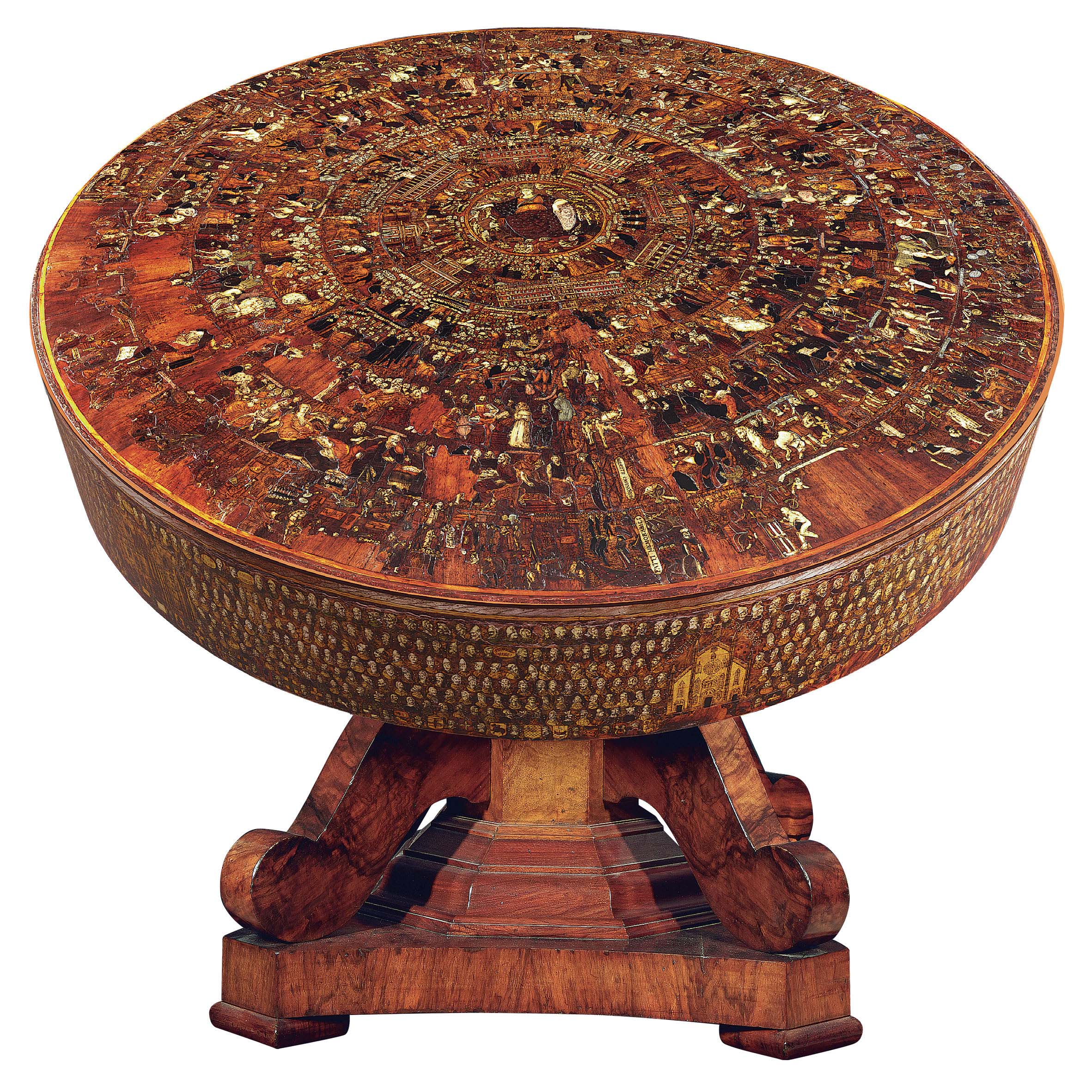
Lampridio Giovanardi, Italia Rotonda (1850-1876)